# Das Vermächtnis (1946)
Das Vermächtnis (Originaltitel: The Green Years) ist ein US-amerikanisches Melodram unter Regie von Victor Saville aus dem Jahre 1946. Es basiert auf dem Roman The Green Years (1944) von Archibald Joseph Cronin.

## Handlung
1900: Das Kind Robert Shannon reist aus Dublin alleine zu seinen Verwandten nach Schottland, nachdem seine Mutter gestorben und er nun Waise ist. Der schüchterne, traurige Robert wird zwar durch seine Großmutter Mama Leckie freudig begrüßt, doch der kaltherzige Großvater Papa Leckie hegt einen Groll gegen den Jungen. Schließlich hatte Roberts Mutter – seine Tochter – mit der Familie gebrochen und einen „nichtsnutzigen“ Iren geheiratet. Papa Leckie will keinen eigenen Raum für Robert zur Verfügung stellen und quartiert ihn deshalb bei seinem Urgroßvater (großmütterlicherseits) Alexander ein. Alexander ist ein vollbärtiger, sehr alter Mann von kauzigem Benehmen, weshalb sich Robert anfangs vor ihm fürchtet. Aufgrund seiner Vorliebe für Alkohol ist der Urgroßvater bei den sittenstrengeren Mitgliedern der Familie verpönt. Aber nach einiger Zeit freunden sich beide an, da Alexander sich liebevoll um Robert kümmert und ihm die Stadt zeigt.
Robert wird wegen seines katholischen Glaubens im ansonsten anglikanischen Dorf ausgegrenzt. Hinzu kommt noch, dass die überaus strenge Urgroßmutter (großväterlicherseits) dem Jungen aus ihrem Unterrock ein hässliches, grünes Kleid schneidert, mit welchem er zur Schule gehen soll. In der Schule wird Robert zunächst verprügelt, doch sein Urgroßvater gibt ihm Boxstunden, sodass Robert den Respekt seiner Mitschüler und schließlich Freundschaften gewinnen kann. Kurzerhand verbrennt der Urgroßvater das grüne Kleid und setzt gegenüber Papa Leckie durch, dass Robert einen Anzug für seine Kommunion bekommt.
Robert zeigt sich in den folgenden Jahren als brillanter Schüler und plant, nach seinem Schulabschluss ein Arztstudium zu beginnen. Der geizige Papa Leckie stellt sich dem in den Weg. Er müsse das Geld, das seine Erziehung gekostet hätte, zunächst durch Arbeit in den Bergwerken abbezahlen. Es gibt jedoch auch Menschen die zu Robert halten, darunter seine Jugendliebe Alison, sein Lehrer Mr. Reid und natürlich sein Urgroßvater. Gemeinsam können sie Papa Leckie austricksen, damit Robert an einem wissenschaftlichen Wettbewerb teilnehmen kann, der ihm ein Stipendium für die Universität sichern könnte. Mithilfe von Mr. Reid lernt Robert über Wochen von morgens bis abends. An den ersten beiden Wettbewerbstagen schlägt sich der junge Mann hervorragend. Doch dann erkrankt Robert, er verpasst die letzte Prüfung und damit auch das Stipendium.
In der Folge erlebt Robert mehrere Schicksalsschläge: Sein bester Freund Gavin wird von einem heranfahrenden Zug getötet, außerdem stirbt seine liebevolle Großmutter Mama Leckie – Robert zweifelt an seinem Glauben und wird immer verschlossener. Dass Alison wegen ihrer außergewöhnlichen Stimme Musik an der Universität studieren kann, macht Robert noch verbitterter.
Papa Leckie und sein Sohn Adam hoffen insgeheim bereits auf den Tod des hochbetagten Urgroßvaters, denn sie möchten das Geld aus seiner Lebensversicherung einstreichen. Der zunehmend gebrechliche Urgroßvater wird von einigen Familienmitgliedern mit Grausamkeit behandelt, doch nun steht ihm Robert bei und klagt Papa Leckie der Gefühlskälte an. Als der Urgroßvater schließlich, nachdem er sich auf einem Dorffest noch kräftig amüsiert hat, stirbt, hofft Papa Leckie bereits gierig auf dessen Vermögen – der Urgroßvater hat jedoch den Willen seines Testamentes geändert und sein gesamtes Vermögen Robert vermacht. Mit diesem Geld kann Robert nun endlich sein Arztstudium beginnen und Alison an der Universität wiedertreffen.

## Hintergrund
Familienfilme über frühere Zeiten (wie John Fords Waliser Familiendrama How Green Was My Valley) waren in den 1940er-Jahren beliebt. In der Reihe dieser Filme steht auch The Green Years, der für das damals sehr hohe Budget von über zwei Millionen US-Dollar gedreht wurde. Das gleichnamige Buch von A. J. Cronin war zwei Jahre zuvor erschienen und zum Bestseller geworden. Der Film war an den Kinokassen ein massiver Erfolg und spielte über sechs Millionen US-Dollar ein.
Der Film hatte keinen Star, versammelte aber ein Ensemble bekannter Charakterdarsteller wie Charles Coburn oder Gladys Cooper. Während Tom Drake als erwachsener Robert zwei Jahre zuvor durch seine Rolle als Judy Garlands Freund in Meet Me in St. Louis bekannt geworden war, stand Dean Stockwell noch am Anfang seiner Karriere. Dieser Film und die guten Kritiken brachten seine Laufbahn als Kinderstar in Schwung. Eine Besonderheit des Filmes ist die Besetzung des damals erst 35-jährigen Hume Cronyn als Großvater, zumal er den Vater seiner eigenen Ehefrau Jessica Tandy spielte. Tandy war während der Dreharbeiten schwanger und bekam nur einen Tag nach Drehschluss ihr Kind. Hume Cronyn bezeichnete das als perfektes Timing, wie es nur eine talentierte Schauspielerin wie seine Frau hätte hinkriegen können.

## Auszeichnungen
Der Film erhielt zwei Oscar-Nominierungen: Charles Coburn für den Besten Nebendarsteller sowie George J. Folsey für die Beste Kamera.

## Kritik
Die Kritiker im Jahre 1946 waren überwiegend positiv gestimmt. Der Variety war etwa voll des Lobes über Dean Stockwell, der durch seine nuancenreiche und subtile Darstellung über die üblichen Kinderdarsteller herausragen würde. Der Spiegel schrieb im Jahre 1947 anlässlich einer Berliner Aufführung des Filmes: „Die Berliner waren auf einen Film gefaßt, der durch Generationen geht, als sie auf das Personenverzeichnis des M.-G.-M. Films 'Das Vermächtnis' sahen. Es erinnerte an 'Urahne, Großmutter, Mutter und Kind'. Dann aber entfaltete sich unter der Regie Victor Savilles ein vielseitiges Stück schottischen Kleinbürgerlebens. Es ist viel zu sehen in diesem Film: Prügeleien, Schulauszeichnungen, Familienauseinandersetzungen, Examensnöte, ein schottischer Jahrmarkt, Robies Jugendliebe zu einem singenden Mädchen und noch viel mehr. Die Berliner empfanden das größte Vergnügen bei den humorvollen Szenen um Charles Coburn, der den Urgroßvater spielt. Er ist ein Charakterkomiker von Format, und er wäre es auch ohne die gewaltige Nase und das schottisch-karierte Muster seiner Hosen.“
In der Rückschau mehrerer Jahrzehnte zeigte sich auch das Lexikon des Internationalen Films lobend: „Bemerkenswerte, gelegentlich etwas umständlich entwickelte Verfilmung des Entwicklungsromans von J.A. Cronin; unaufdringlich anrührend, dezent sozialkritisch, liebenswürdig.“ Nur die deutsche Synchronfassung sei leider mangelhaft. Der US-Filmkritiker Leonard Maltin bezeichnete den Film als „sentimentalen Tränendrücker“, in dem Charles Coburn eine wunderbare Darbietung als Urgroßvater bieten würde.